# Pisione bulbifera
Pisione bulbifera är en ringmaskart som beskrevs av Yamanishi 1998. Pisione bulbifera ingår i släktet Pisione och familjen Pisionidae. Inga underarter finns listade i Catalogue of Life.